# Havenhoofd
Havenhoofd est un hameau dans la commune néerlandaise de Goeree-Overflakkee, dans la province de la Hollande-Méridionale. Le 1er janvier 2007, le village comptait environ 360 habitants.